# Hripsime Khurshudyan
Hripsime Khurshudyan (Kasakh, 27 juli 1987) is een Armeens gewichthefster, actief in de klasse van de superzwaargewichten (klasse + 75 kg). Khurshudyan nam tweemaal deel aan de Olympische Zomerspelen en behaalde hierbij één bronzen medaille. Die haar later ontnomen is vanwege dopinggebruik.
In 2006 behaalde Khurshudyan een bronzen medaille op het EK (bij de zwaargewichten). In 2007 deed ze nog beter en behaalde ze haar eerste internationale titel: met een totaal van 262 kg werd ze Europees kampioene. Later dat jaar eindigde ze vierde op de wereldkampioenschappen.
Ze kwalificeerde zich voor de Olympische Zomerspelen in Peking in 2008. In de klasse van de zwaargewichten (-75 kg) eindigde ze met een totaal van 235 kg op een elfde plaats.
In 2009 behaalde Khurshudyan een eerste medaille op een wereldkampioenschap. Met een totaal van 267 kg behaalde ze een bronzen medaille bij de zwaargewichten. 
In 2010 viel ze net naast het podium op het WK bij de superzwaargewichten. Eerder dat jaar had Khurshudyan wel al een bronzen medaille behaald op het EK (in de klasse van de zwaargewichten). In 2011 was ze goed voor een zilveren plak op het EK.
Op de Olympische Spelen in Londen in 2012 behaalde ze met een totaal van 294 kg een bronzen medaille. 

## Belangrijkste resultaten
Zwaargewichten  (- 75 kg)
- 2006:  EK – 261 kg
- 2007:  EK – 262 kg
- 2007: 4e WK – 250 kg
- 2008: 11e OS – 235 kg
- 2009: DQ WK – 267 kg
- 2009: DQ  EK – 253 kg
- 2010: DQ  EK – 273 kg

Superzwaargewichten (+ 75 kg)
- 2010: DQ  WK – 283 kg
- 2011: DQ  EK – 254 kg
- 2012: DQ OS  - 294 kg